# الاختلافات النصية في رسالة كولوسي

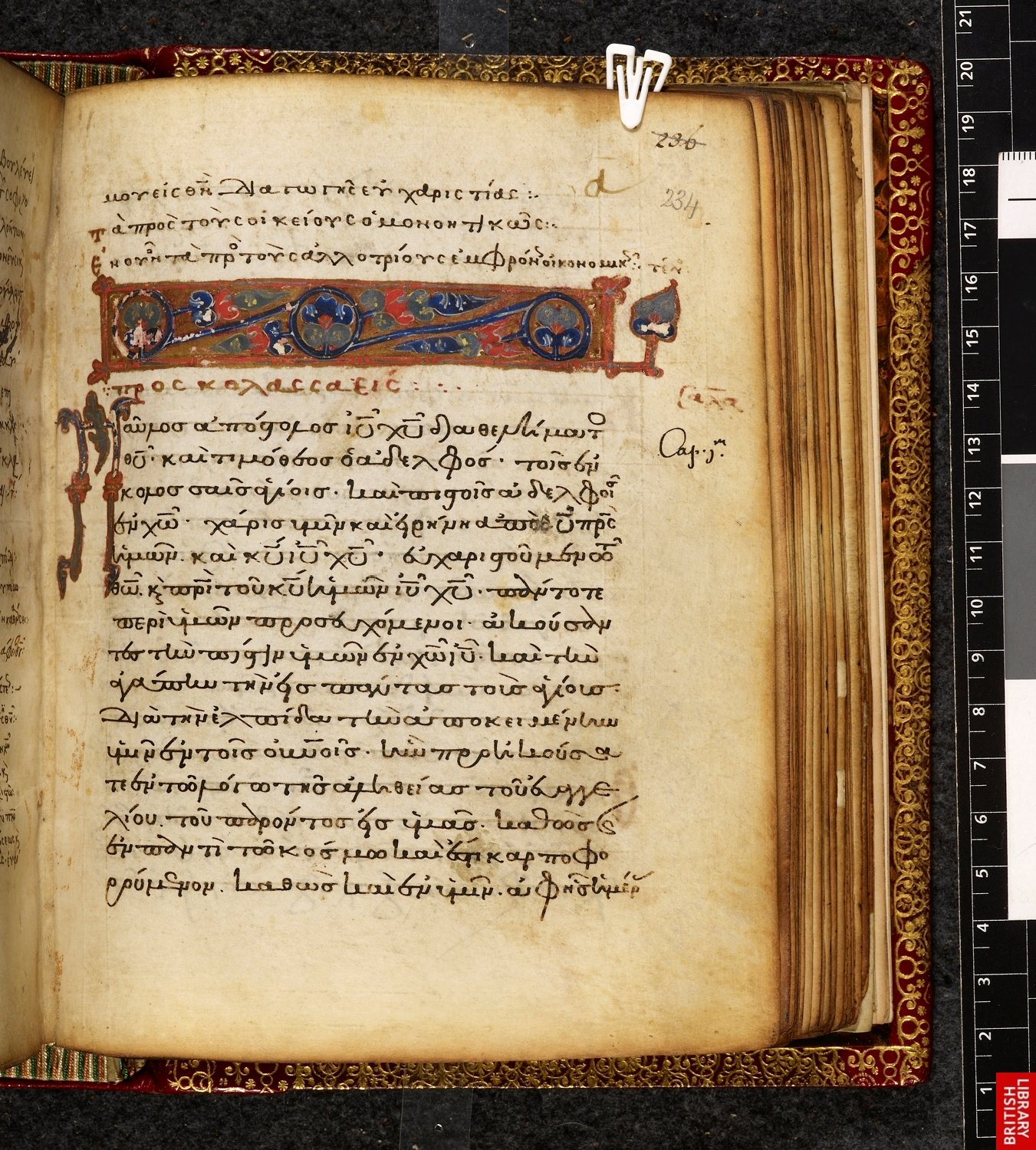
الرسالة الأولى إلى أهل كولوسي

الاختلافات النصية في رسالة كولوسي أو رسالة إلى أهل كولوسي (بالإنجليزية Textual variants in the Epistle to the Colossians ) هي موضوع دراسة الاختلافات النصية في المخطوطات أو الترجمات عندما يقوم الناسخ بإجراء تحريفات متعمدة أو غير مقصودة في مخطوطة على النص الذي يتم إعادة إنتاجه او ترجمته وترد في هذه المقالة أدناه قائمة مختصرة من المتغيرات النصية في هذي رسالة بالذات.

## الاختلافات النصية الموجودة
وَبِهِ ايْضاً خُتِنْتُمْ خِتَاناً غَيْرَ مَصْنُوعٍ بِيَدٍ، بِخَلْعِ جِسْمِ خَطَايَا الْبَشَرِيَّةِ، بِخِتَانِ الْمَسِيحِ. ( كولوسي 2: 11 ) التراجم العربية التي كتبت كلمة {خطايا} ''فاندايك'' ''الحياة'' ''السارة'' التي حذفته ''اليسوعية'' ''الكاثوليكية'' ''البولسية'' ''المشتركة'' ''المبسطة'' كلمة {خطايا} غير موجودة في بردية 46 وغير موجودة في مخطوطات الإسكندرية والفاتيكانية والافرايمية والفلجاتا والقبطي الصعيدي
الَّذِي نُنَادِي بِهِ مُنْذِرِينَ كُلَّ انْسَانٍ، وَمُعَلِّمِينَ كُلَّ انْسَانٍ، بِكُلِّ حِكْمَةٍ، لِكَيْ نُحْضِرَ كُلَّ انْسَانٍ كَامِلاً فِي الْمَسِيحِ يَسُوعَ. (كولوسي 1: 28 ) التراجم العربية التي كتبت كلمة {يسوع} ''فاندايك'' التي حذفته ''الحياة'' ''السارة'' ''اليسوعية'' ''الكاثوليكية'' ''البولسية'' ''المشتركة'' كلمة { يسوع} غير موجود في بردية 46 و مخطوطات الفاتيكانية والاسكندرية والفرايمية وبعض مخطوطات الترجمة القبطي البحيري
الَّذِي لَنَا فِيهِ الْفِدَاءُ، بِدَمِهِ غُفْرَانُ الْخَطَايَا، ( كلوسي 1: 14 ) التراجم العربية التي كتبت كلمة {بدمه} ''فاندايك'' التي حذفته ''الحياة'' ''السارة'' ''اليسوعية'' ''الكاثوليكية'' ''البولسية'' ''المشتركة'' ''النسخة الارثوذكسية'' {بدمه} غير موجودة في مخطوطات السينائية والفاتيكانية والاسكندرية  والبشيتا والترجمة القبطية وبعض من البيزنطية وبعض مخطوطات الفلجاتا
الأُمُورَ الَّتِي مِنْ اجْلِهَا يَأْتِي غَضَبُ اللهِ عَلَى ابْنَاءِ الْمَعْصِيَةِ،.(كولوسي 3: 6 ) التراجم العربية التي كتبت { على ابناء المعصية} ''فاندايك'' ''السارة'' ''المشتركة'' ''المبسطة'' التي حذفته ''الحياة'' ''اليسوعية'' ''الكاثوليكية'' ''البولسية'' غير موجودة في بردية 46 والفاتيكانية والترجمة القبطي الصعيدي

### الاختلاف في محتوى النص
لِكَيْ تَتَعَزَّى قُلُوبُهُمْ مُقْتَرِنَةً فِي الْمَحَبَّةِ لِكُلِّ غِنَى يَقِينِ الْفَهْمِ، لِمَعْرِفَةِ (سر الله أبو المسيح //سر الله المسيح//سر الله الآب والمسيح//سر الله الذي هو المسيح//سر الله//سر المسيح}) (كلوسي 2: 2 ) التراجم العربية التي كتبت {سر الله الآب والمسيح} ''فاندايك'', التي كتبت { سر الله، أي المسيح } ''السارة'' ''المشتركة'' ''المبسطة'' التي حذفته ''الحياة'' ''اليسوعية'' ''الكاثوليكية'' ''البولسية'' مخطوطات التي كتبت {سر الله المسيح} الفاتيكانية وبردية 46 ,التي كتبت {سر الله الذي هو المسيح}  النص اللاتيني ومخطوطة بيزا وخمسة مخطوطات لاتينية اخرى واقتباسه اوغسطينوس , التي كتبت {سر الله أبو المسيح} مخطوطات السينائية قبل التصحيح والإسكندرية, التي كتبت {سر الله} مخطوطة بيزا بعد تصحيح, التي كتبت {سر المسيح} مخطوطة 81 ومخطوطة 1241